# Aspiran
Aspiran é uma comuna francesa na região administrativa de Occitânia, no departamento de Hérault. Estende-se por uma área de 16,13 km². Em 2010 a comuna tinha 1 683 habitantes (densidade: 104,3 hab./km²).